# Lafayette Swamp Cats (USL)
El Lafayette Swamp Cats fue un equipo de fútbol de los Estados Unidos que alguna vez jugó en la USL Premier Development League, la cuarta liga de fútbol más importante del país.

## Historia
Fue fundado en el año 2000 en la ciudad de Lafayette, Louisiana con el nombre Louisiana Outlaws, aunque en el año 2000 solo jugaron partidos de exhibición. Fue hasta la temporada 2001 que hicieron su debut en la USL Premier Development League, donde nunca pudieron ganar un título divisional, ni clasificar a los playoffs y mucho menos jugar la US Open Cup. El club en el año 2003 cambió su nombre por el de Lafayette Swamp Cats.
El club desapareció al finalizar la temporada 2004 debido a problemas financieros.

## Temporadas
| Año  | División | Liga    | Temporada Regular | Playoffs     | US Open Cup  |
| ---- | -------- | ------- | ----------------- | ------------ | ------------ |
| 2001 | 4        | USL PDL | 3º, Mid-South     | No clasificó | No clasificó |
| 2002 | 4        | USL PDL | 5º, Mid-South     | No clasificó | No clasificó |
| 2003 | 4        | USL PDL | 7º, Mid-South     | No clasificó | No clasificó |
| 2004 | 4        | USL PDL | 6º, Mid-South     | No clasificó | No clasificó |

## Entrenadores
- Sean Connor (2001-04)

## Jugadores

### Jugadores destacados
- Joseph Lapira